# محمد فتحي (لاعب كرة قدم مواليد 1994)
محمد فتحي (2 فبراير 1994 بمصر - ) هو لاعب كرة قدم مصري في مركز الوسط.

## وصلات خارجية
- محمد فتحي على موقع قاعدة بيانات كرة القدم.إي يو (الإنجليزية)
- محمد فتحي على موقع ناشيونال فوتبول تيمز (الإنجليزية)
- محمد فتحي على موقع Soccerway.com (الإنجليزية)
- محمد فتحي على موقع عالم كرة القدم.نت (الإنجليزية)